# Olga Petit
Olga Petit hay Sophie Balachowsky-Petit (16 tháng 3 năm 1870 – 1966) là một luật sư người Pháp gốc Ukraina. Cô được ghi nhận là người phụ nữ đầu tiên tuyên thệ luật sư hợp pháp ở Pháp. Cô được biết đến vì đã hỗ trợ những người di cư từ Nga đến định cư tại Pháp sau Cách mạng Nga.

## Đầu đời
Olga Petit có tên khai sinh là Scheina Lea Balachowsky sinh vào ngày 16 tháng 3 năm 1870, tại Korsun (ngày nay là Korsun-Shevchenkivskiy, Ukraine), một thành phố thuộc Đế quốc Nga, là con gái của Herz và Clara Balachowsky. Cha cô là một nhà công nghiệp. Cô đã chuyển đến Paris để học luật tại Đại học Sorbonne. Tại đó cô ở với Zinaida Vengerova, Cô đổi tên thành Sophie khi ở Pháp và đôi khi được gọi là Sonia trong khi phần tên Olga được gắn với tên đầy đủ của cô.
Olga Petit kết hôn với Jules Virgile Eugène Petit vào ngày 28 tháng 5 năm 1896. Ông là một luật sư và là một nhà báo chính trị. Hai người họ đã gặp nhau tại một vũ hội do trường luật tổ chức, nơi mà Jules tốt nghiệp. Một nguồn trích dẫn cho biết ông ta là bạn học cùng trường luật với cô. Tại thời điểm này, cô được miêu tả là người Nga trẻ tuổi đến từ Kiev, người đã giới thiệu ông với các nhà Cách mạng Xã hội Chủ nghĩa Nga.

## Lời thề pháp lý
Vào ngày 6 tháng 12 năm 1900, Petit tuyên thệ trước pháp luật và đủ tiêu chuẩn trở thành một luật sư. Lúc đó cô 30 tuổi. Lời tuyên thệ được thực hiện trước Phòng thứ nhất của Tòa phúc thẩm Paris do Emile Forichon chủ trì. Có thông tin cho rằng tòa án chật ních những người muốn chứng kiến sự kiện này, Petit đi cùng chồng. Dấu mốc quan trọng này trong lịch sử luật pháp của Pháp là thực hiện theo Luật số 1900-1201 ban hành ngày 1 tháng 12 năm 1900, cho phép phụ nữ có bằng cử nhân luật tuyên thệ và tác nghiệp.

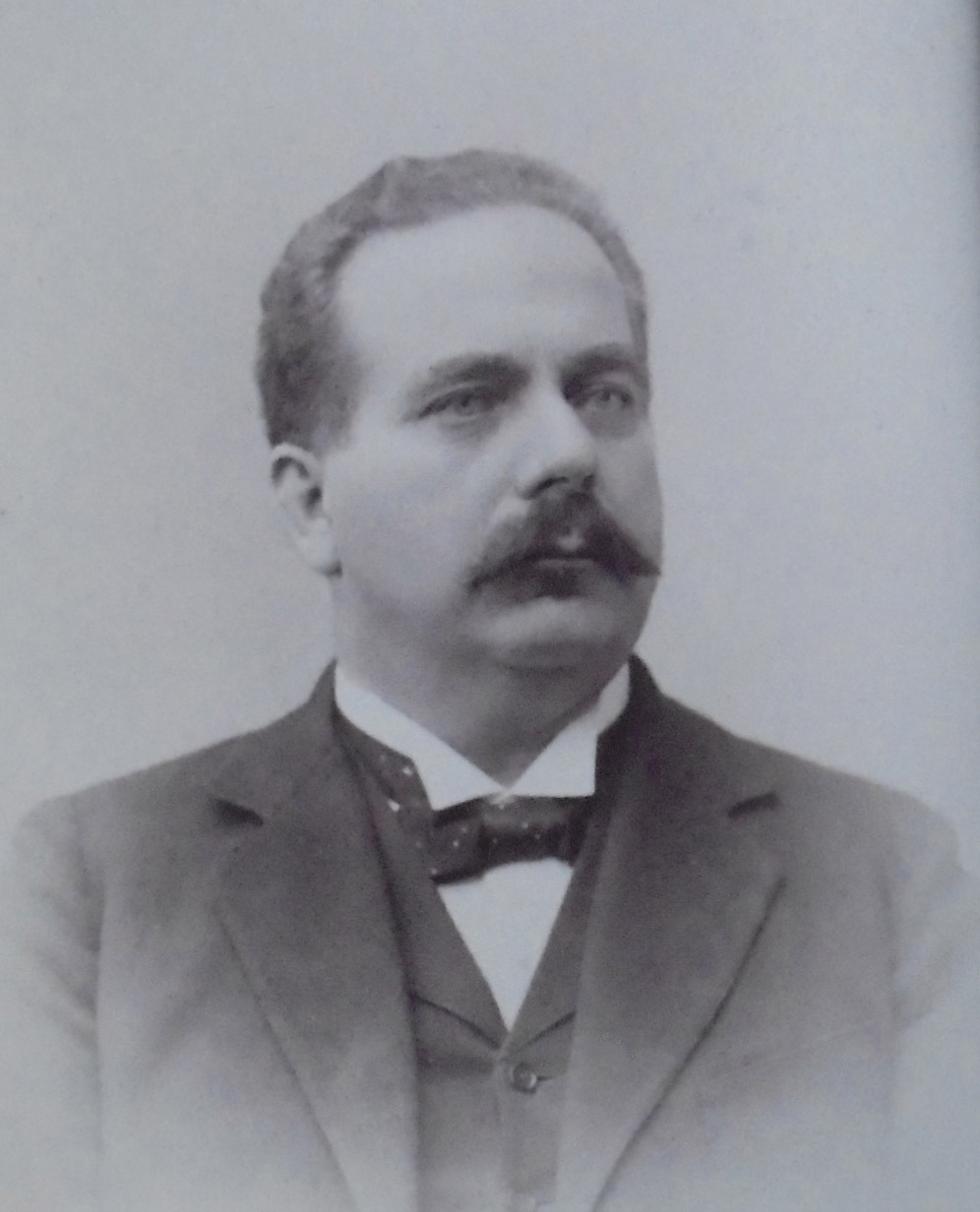
Cha của Olga Petit, Herz Balachowsky là một nhà công nghiệp người Ukraine.

Có một cuộc tranh cãi nhỏ nổi lên liên quan đến việc cô được hành nghề luật. Một nguồn tin cho biết rằng cô được phép tuyên thệ đầu tiên, trước Jeanne Chauvin vài ngày vì cô này đã tích cực vận động cho sáng kiến lập pháp tìm kiếm phụ nữ hành nghề luật sư ở Pháp. Các thành viên của Hội đồng Paris không muốn cho Chauvin vinh dự là nữ luật sư đầu tiên của đất nước.
Petit qua đời tại Paris năm 1966.

## Hành nghề
Petit lấy bằng luật với luận án Luật lệ và pháp lệnh tại các quốc gia không phân chia quyền lập pháp và hành pháp. Luận án này là một đánh giá và phân tích lịch sử các luật và pháp lệnh ở Pháp và Anh trước năm 1688. Trong khi cô là người phụ nữ đầu tiên tuyên thệ trước pháp luật, cô là người thứ hai nộp đơn xin pháp lý sau Chauvin, cô đã nộp hồ sơ sau khi xin một vụ án liên quan đến áo nịt ngực giả. Trong một số lần cầu xin, Petit đã được sự tham gia của chồng, hiện lúc đó ông đang làm việc cho Văn phòng Bộ trưởng Bộ Thương mại, Công nghiệp, Bưu chính và Viễn thông.

### Cách mạng Nga
Sau Cách mạng Nga năm 1917, Petit đã giúp đỡ những người Nga di cư đến Pháp. Giống như chồng của cô (người liên kết với các cánh hữu trong Đảng Xã hội như Alexandre Millerand và Albert Thomas), cô cảm thông với những người di cư, đặc biệt là những người vì Cách mạng Xã hội chủ nghĩa. Petit và chồng cũng đóng một vai trò quan trọng trong mối quan hệ hợp tác văn hóa giữa Pháp và Nga. Petit đã giúp hội nhập các trí thức Nga vào giới chính trị, văn học và văn hóa Pháp. Cô tổ chức các buổi họp mặt và tổ chức chơi bóng để giới thiệu các trí thức Nga với xã hội Pháp. Cô cũng đóng một vai trò quan trọng trong việc tạo lập gia đình của Zenaida Gippius và Dimitri Merejkovski ở Paris. Cô cũng giúp đỡ nhà triết học hiện sinh Lev Shestov và gia đình ông cũng như giúp đỡ Ivan Bunin, người Nga đầu tiên được trao giải Nobel Văn học. Shestov đặc biệt thân thiết với Petit. Anh trai Daniil của cô đã kết hôn với em gái của triết gia này, Sof'ya Shvartsman.